# 북3현

북3현 또는 북삼현은 중화인민공화국 허베이성 랑팡시에서 북쪽으로 뚝 떨어져 베이징시와 톈진시에 끼어 있는 월경지이다. 이 월경지는 랑팡시의 월경지일 뿐 아니라 허베이성의 월경지이다. 싼허시, 다창 후이족 자치현, 샹허현이 속한다.

## 행정 구역 개편 제안
북3현을 베이징시에 편입해야 한다는 전문가의 지적이 있었다.